# Paramphilochoides odontonyx
Paramphilochoides odontonyx är en kräftdjursart som först beskrevs av Boeck 1871.  Paramphilochoides odontonyx ingår i släktet Paramphilochoides och familjen Amphilochidae. Arten är reproducerande i Sverige. Inga underarter finns listade i Catalogue of Life.